# 파라나주 (기니)

파라나주의 위치

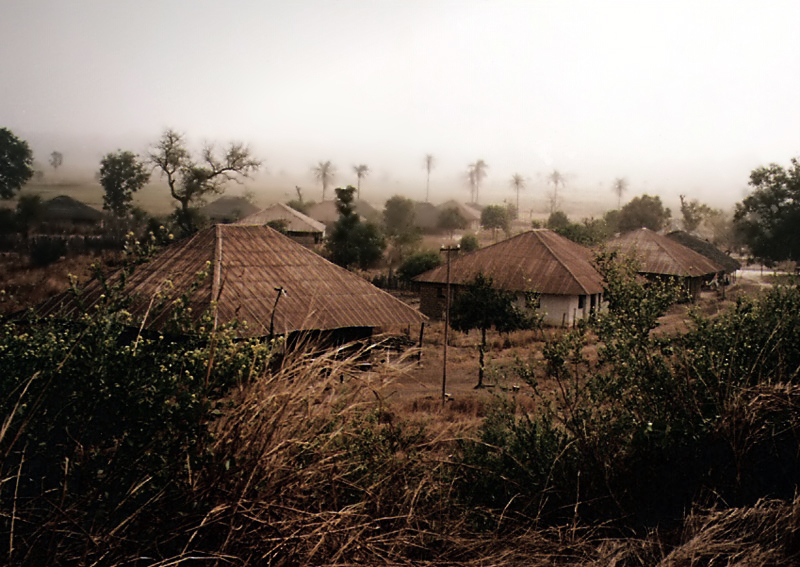

파라나주(프랑스어: La région de Faranah)는 기니 중부에 위치한 주로, 주도는 파라나이며 인구는 602,845명(1996년 기준), 면적은 35,581km2, 인구 밀도는 16.94명/km2이다. 4개의 하위 행정 구역(다볼라, 딩기라예, 파라나, 키시두)을 관할하며 남쪽으로는 시에라리온, 북쪽으로는 말리와 국경을 맞대고 있고 캉칸주, 마무주, 은제레코레주, 라베주와 인접해 있다.